# کارپاتوس
کارپاتوس (به لاتین: Karpathos) یک جزیره در یونان است که در دودکانس واقع شده‌است. در جنوب شرقی این جزیره دریای اژه واقع شده‌است. این جزیره زبان لاتین کارپاثووس نامیده می‌شود. همچنین از این جزیره در نوشته‌های هومر، پلینیوس و استرابون یاد شده‌است.

## حمل و نقل
یکی از راه‌های دسترسی به این جزیرهفرودگاه کارپاتوس است. استفاده از کشتی و بنادر نیز یکی از راه‌های معمول دسترسی به این جزیره است.

## سواحل
سواحل این چزیره به چهار بخش عمده تقسیم می‌شوند. سواحل شرقی دارای نواری باریک هستند که از معروف‌ترین آنها می‌توان به ساحل آپلا اشاره کرد. جزایر جنوبی که در نزدیکی فرودگاه این جزیره هستند دارای شن سفید هستند. سواحل شمالی نیز دارای نواری باریک هستند و تنها به صورت آفرود قابل دسترسی هستند.

## نگارخانه

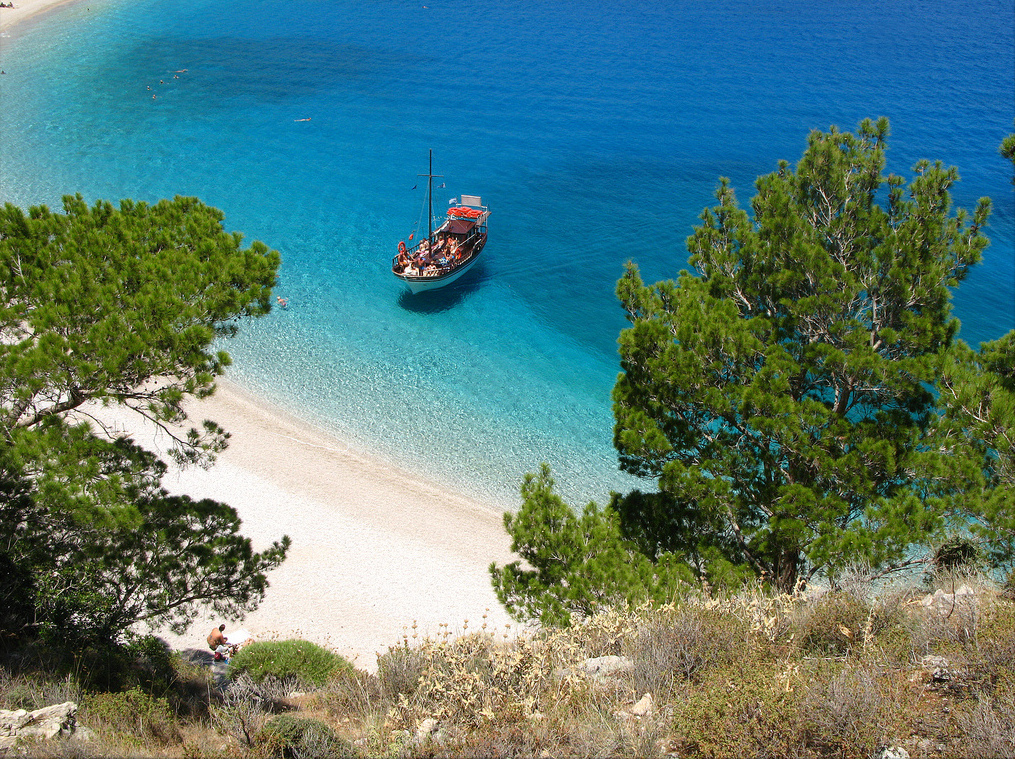
ساحل آپلا
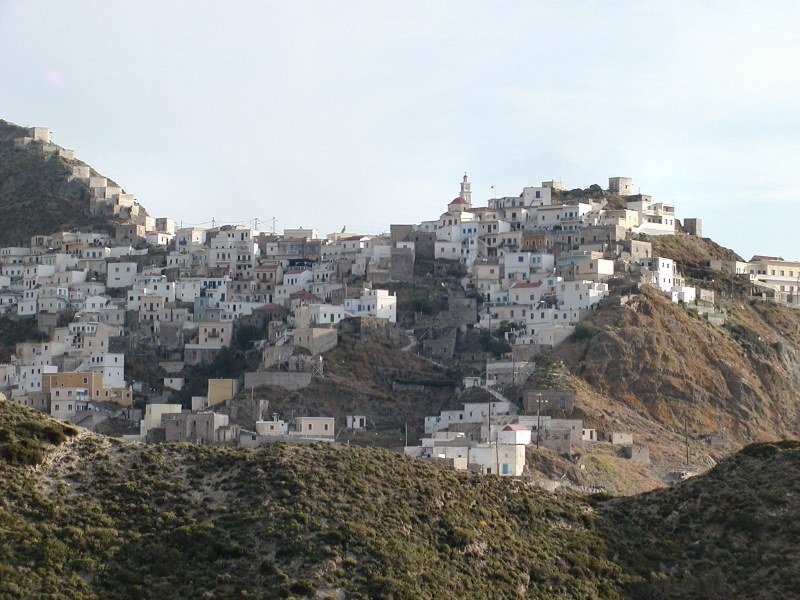
شهرک اُلیمپوس
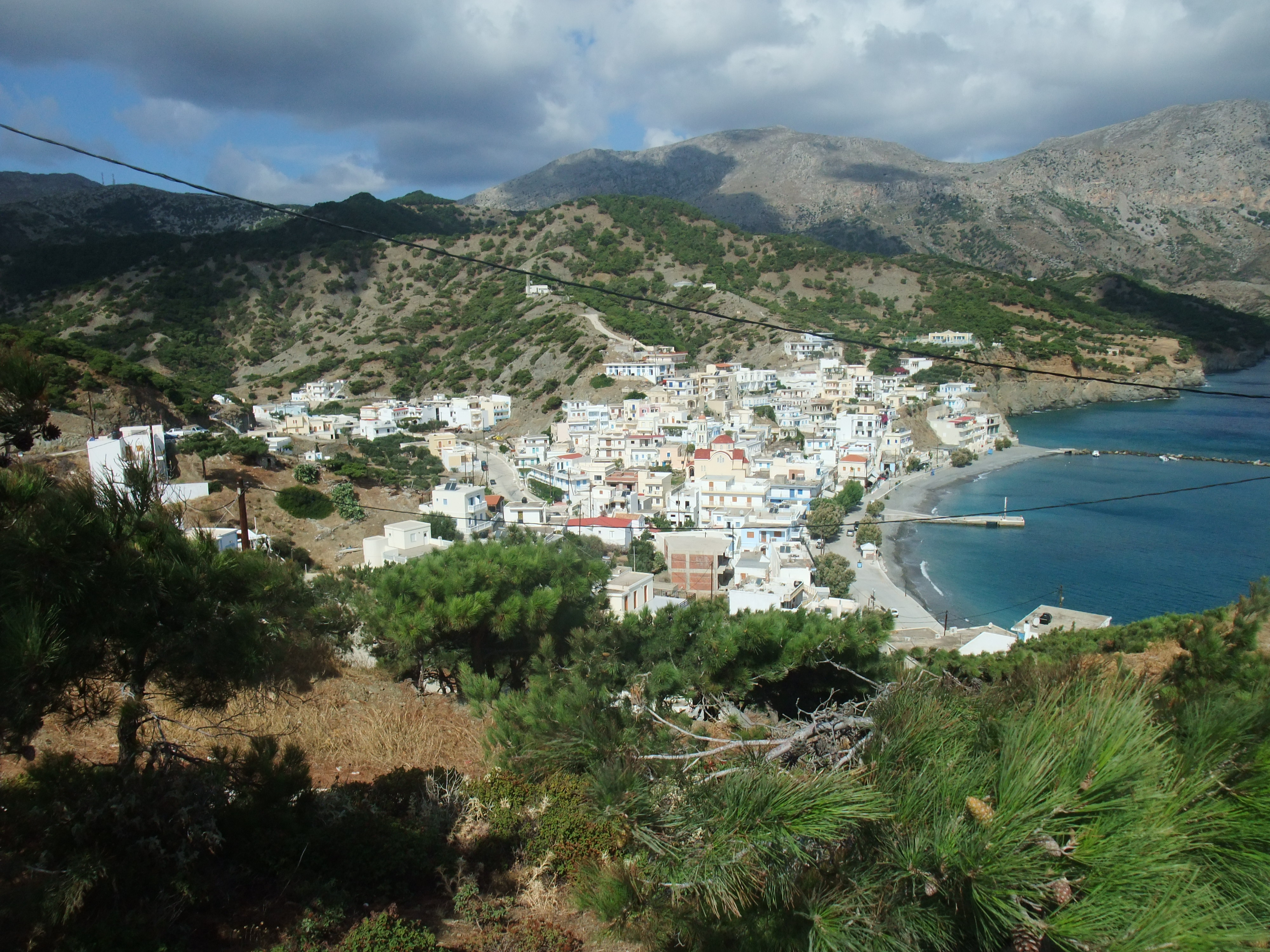
دهکده دیافانی
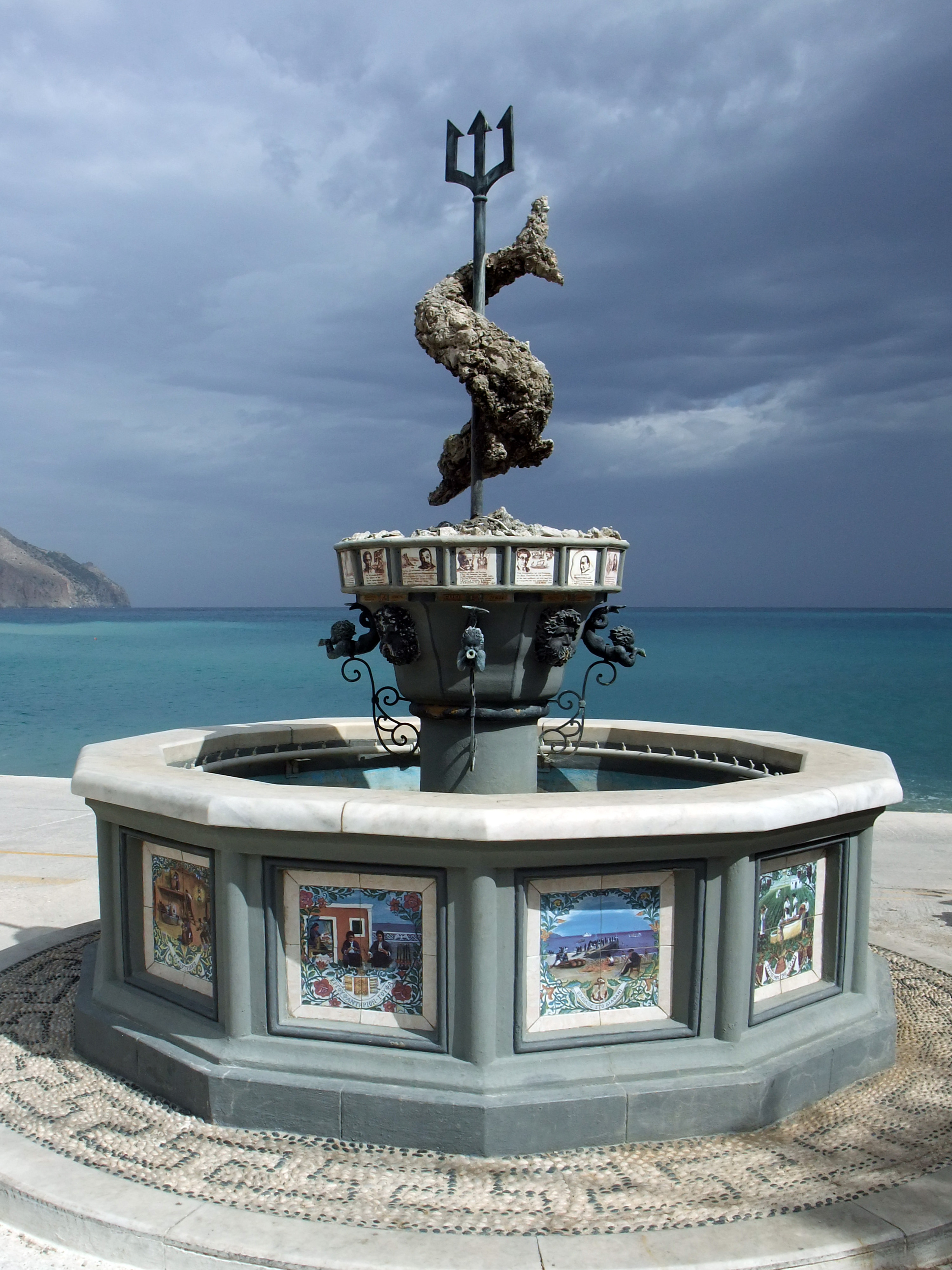
فواره الههٔ نپتون در دهکده دیافانی